# Herb obwodu rówieńskiego
Herb obwodu rówieńskiego (ukr. Герб Рівненської області) – oficjalny symbol obwodu rówieńskiego.

## Historia
We współczesnej historii Ukrainy jest to drugi herb obwodu rówieńskiego. Pierwszy, autorstwa Jurija Terleckiego, miejscowego heraldyka i członka Ukraińskiego Towarzystwa Heraldycznego, został przyjęty 11 grudnia 2001 roku decyzją rady obwodowej nr 307. Prezentował się następująco:

W zielonej tarczy otwarta, srebrna księga w złotej oprawie, po jej prawej stronie srebrna szabla ze złotą rękojeścią, po jej lewej stronie srebrne pióro. W górnej części tarczy na czerwonym polu srebrny krzyż kawalerski. Tarcza znajduje się w złotym ozdobnym kartuszu, który wieńczy stylizowany trójząb.

Srebrny krzyż na czerwonym tle jest historycznym symbolem Wołynia, kolor zielony na tarczy symbolizował Polesie, księga – Ewangeliarz peresopnicki, ukraiński skarb narodowy, szabla – walkę o niepodległość, pióro – oświatę.

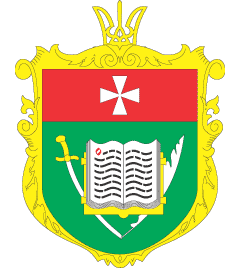
Herb z lat 2001–2005

9 sierpnia 2005 roku przyjęto nowy herb, obowiązujący do dziś.

## Opis herbu
W czerwonej tarczy srebrny krzyż kawalerski. Tarcza znajduje się w złotym, ozdobnym kartuszu, który wieńczy stylizowany trójząb.